# A Thousand Acres
A Thousand Acres es una película de Estados Unidos del año 1997 dirigida por Jocelyn Moorhouse. Se la conoce en castellano con títulos como En busca del destino (en Perú, por ejemplo) y Heredarás la tierra en España.

## Argumento
Un viudo del oeste estadounidense decide que ha llegado la hora de repartir sus grandes extensiones de tierra entre sus tres hijas. Es entonces cuando aparecen los problemas.
Es una adaptación de la novela homónima de la autora Jane Smiley.

## Reparto
| Actor                | Personaje        |
| -------------------- | ---------------- |
| Michelle Pfeiffer    | Rose Cook Lewis  |
| Jessica Lange        | Ginny Cook Smith |
| Jason Robards        | Larry Cook       |
| Jennifer Jason Leigh | Caroline Cook    |
| Colin Firth          | Jess Clark       |
| Keith Carradine      | Ty Smith         |
| Kevin Anderson       | Peter Lewis      |
| Pat Hingle           | Harold Clark     |
| John Carroll Lynch   | Ken LaSalle      |
| Anne Pitoniak        | Mary Livingstone |
| Vyto Ruginis         | Charles Carter   |
| Michelle Williams    | Pammy            |
| Elisabeth Moss       | Linda            |
| Ray Toler            | Marv Carson      |
| Kenneth Tigar        | Doctor           |
| Steve Key            | Loren Clark      |
| Dan Conway           | Henry Dodge      |
| Stan Cahill          | Frank            |
| Ray Baker            | Wallace Crockett |
| Beth Grant           | Roberta          |
| Andrea Nittoli       | Waitress         |

- Datos: Q766463